# Guglielmo Grasso
Pour les articles homonymes, voir Grasso.
Guglielmo Grasso (vers 1150-1201) fut un marchand, pirate puis amiral génois et deuxième comte de Malte.

## Le marchand
Guglielmo Grasso est probablement d'origine génoise. Sa filiation avec Margaritus de Brindisi, d'origine grecque, a été proposée mais est probablement fausse. Jusque vers 1190, Guglielmo Grasso est un marchand génois. On trouve sa trace lors de deux transactions dans le commerce de peaux, une à Ceuta en 1186, l'autre en Roumanie en 1190.

## Le pirate
Sans doute après des revers financiers, il devient un pirate redouté de la mer Égée, des côtes anatoliennes et des environs de Rhodes.
En 1192, il s'attaque à un convoi vénitien de retour d'Alexandrie. Il libère les marchands italiens, mais tue les ambassadeurs byzantins revenant d'une mission diplomatique en Égypte et les envoyés du sultan d’Égypte, chargés de les accompagner à Constantinople avec de riches cadeaux pour l'empereur Isaac II Ange. Le butin total est estimé à 6675 hyperpérions (30 kg d'or). Il s'attaque ensuite à un autre convoi diplomatique byzantin se rendant à Chypre. Le gouvernement byzantin est furieux, il dénonce alors le traité signé quelques mois plus tôt avec Gênes.
Guglielmo Grasso s'associe ensuite avec un autre pirate génois, Gafforio, et ils poursuivent tous deux leurs raids en mer Égée.

## Soutien de Henri VI
En 1194, il se rallie à l'empereur Henri VI du Saint-Empire lors de son expédition en Sicile contre le roi normand Tancrède de Lecce.

## Comte de Malte
Margaritus de Brindisi, Grand Amiral du royaume siculo-normand, et 1er comte de Malte, avait combattu du côté de Tancrède de Lecce contre l'empereur Henri VI Hohenstaufen dit « le Cruel ». Après sa victoire, ce dernier fit aveugler Margaritus et lui retira son titre de Comte de Malte qu'il offrit le 22 novembre 1194 à Guglielmo Grasso pour le remercier de son soutien.
En mars 1196, un contrat de mariage est établi au monastère génois de San Siro entre Guglielmo Grasso et sa future épouse, Cara Campanaria, la fille de Richelda Campanaria.
À Malte, Guglielmo se rend vite impopulaire en raison de sa politique de pillage des ressources de l'île à son propre profit. Les Maltais adressèrent une pétition à la reine Constance de Sicile qui réintégra « à perpétuité » l'archipel dans le domaine royal en 1198 et nomme Guglielmo « Notre ennemi »,. Il se retire à Gênes en 1199.

## La fin
Il se rallie à Markward d'Anweiler, ancien sénéchal d'Henri VI, qui travaille désormais pour son frère Philippe de Souabe contre la nouvelle reine de Sicile, Constance de Sicile et son allié le pape Innocent III,.
Grasso trahit Markward d'Anweiler après sa défaite à la bataille de Monreale en juillet 1200. Mais quelques mois plus tard, la situation se renverse et Markward d'Anweiler reprend le pouvoir en soutenant le jeune Frédéric II encore mineur. Guglielmo Grasso est alors capturé et meurt en prison en 1201.

## Succession
La disgrâce des siens ne fut pas très longue puisqu'en 1203 c'est un gendre de Guglielmo, Enrico « Pescatore » (lui aussi pirate d'origine génoise) qui est nommé troisième comte de Malte. Il poursuivra les activités de piraterie et la politique de son beau père.